# 인천광역시 행정체제 개편
인천광역시 행정체제 개편 또는 인천형 행정체제 개편은 2022년 8월 유정복 인천광역시장이 발표한 인천광역시의 기초자치단체 구조를 2군 8구 체제에서  2군 9구 체제로 개편하는 조치이다.

## 배경
1980년대 말 영종용유 지역이 인천직할시로 편입되고 인천국제공항이 개발되면서 인구가 늘고, 인천 원도심이 아닌 방향으로만 연결 교량이 생겨난 반면, 원도심을 잇는 페리의 운영은 축소되면서 원도심과 영종용유의 생활권이 이질적이게 되었으며, 반대로 원도심과 인천 동구의 인구는 도심공동화로 감소하기 시작했다.
2011년 8월, 영종용유의 인구가 3만 5천명을 넘었고 원도심이 영종용유보다 인구가 더 많고, 동구 인구는 막 8만명이 붕괴되었을때부터 독립 자치구로 하고, 원도심은 통합해야 한다는 요구가 나오기 시작했다. 이후 2014년 7월 원도심 인구 추월을 계기로 보다 본격적으로 제기되었으며, 2017년 9월, 영종용유 인구가 이미 원도심은 추월하고 영종용유 인구의 동구 추월이 임박하였을때 김규찬 중구의회 의원은 구정 질문을 통해 중구청의 영종 이전과 원도심 통합을 건의하였다. 이에 2018년 지방선거 당시에는 상당수 중구청장 후보군이 영종분구가 즉시 추진이 필요하다거나, 일부는 장기적 찬성 의견을 밝혔다.  또한 인천광역시에서 구 명칭 변경 사업을 하였을때 동구에서 화도진구를 명칭으로 선정하였으나, 이정옥 인천동구의회 의장이 중구와 통합이 필요하다며 반대해 구의회의 동의를 얻지 못해 무산시킨 바 있다.
한편 행정 개편의 다른 축인 서구 검단 지역은 원래 김포군에서 인천으로 편입된 곳인데, 경인 아라뱃길이 생기면서 나머지 서구 지역과 생활권이 단절되었고 검단신도시 입주로 인구가 급증하여 분구 요구가 나오기 시작했다.
2022년 8월 31일 유정복 인천광역시장은 기자회견을 통해 인천 중구와 동구를 원도심의 제물포구와 영종용유의 영종구로 재편성하고, 서구 검단 지역은 검단구로 분구하는 안을 발표했다. 이후 구청장 3명 모두 개편안에 동의하여 10월 6일 업무협약이 체결되었다.

## 문제

### 서구 분할 경계 문제
2023년 5월 현재 인천시에서 추진중인 경계는 경인 아라뱃길을 기준으로 한다.
현재 수도권 매립지로 조성되었다가 경인 아라뱃길 사업으로 분리된 경인아라뱃길 남단 지역이 일부는 오류동으로 등기되고, 일부는 행정구역이 공식 지정되지 않은 미정 상태이며 성장관리권역으로 지정하기 위해 경인항 인천터미널을 오류동으로 등기했었다. 현재 인천시에서는 물길이 생활권을 결정하기 때문에 해당 지역을 서구에 잔류시키되, 성장관리권역으로 유지 할 수 있도록 국토교통부와 협의중이다. 정서진은 서구에 잔류하고 경인항 인천터미널 물류단지만 검단구에 편입하는 안도 검토하였으나, 아라뱃길 기준으로 분구하기로 결정했다. 도서 지역은 예외적으로 대부분 아라뱃길 이북에 있으나 대부분 주민들이 아라뱃길 이남과 밀접하게 생활하여 오류동 매도는 검단구로 편입하고, 세어도를 비롯한 원창동 7개섬은 서구로 유지한다.

### 동 명칭 및 관할구역 조정
앞으로 서구와 검단구 사이에서 남북으로 분할되는 법정동의 명칭을 어떻게 조정할지에 대한 문제도 협의가 진행될 예정이다.  2023년 5월 16일 인천 서구의회에서 의결한 의결안에 따르면 도서지역은 기존의 법정동 대로 원창동의 세어도 등은 서구로, 오류동의 매도는 검단구 오류동으로 유지되나, 서구 지역에 잔류하는 매립지를 오류동에서 어떤 동으로 변경할지, 남북으로 분할되는 시천동의 명칭을 유지하거나 한쪽의 명칭을 변경할지는 아직 결정되지 않았다. 또한 원래의 행정동과 다른 구에 속하게 되는 지역은 행정동 조정이 필요하게 된다.
2025년 5월 서구청의 입법예고에 따르면 하반기에 행정동 경계를 조정한 뒤 2026년 7월 1일 법정동을 조정한다. 경인아라뱃길 이남의 시천동은 법정동 검암동(행정동 검암경서동)에, 이남의 오류동은 법정동 경서동(행정동 검암경서동)에 편입되고, 검암동의 분할선 이북지는 백석동에 편입된다. 검단구 백석동과 시천동은 행정동 당하동에 편입시킨다.

### 구청사 확보 문제
제물포구청은 임시로 기존 중구 1청과 동구청을 사용하고, 장기적으로 통합청사를 건설할 예정인데, 동인천역 역사를 다시 건설할때 일부 공간에 입주시키는 방안을 검토하였다. 인천광역시에선 배다리 인근을 제안하는 것으로 방침을 바꾸자 양 구에서 반발하였다.
영종구청은 일단 기존 중구2청을, 검단구청은 기존 검단출장소 건물을 사용하되 모자란 건물은 임차청사를 확보할 예정이었다가, 영종구청은 임차청사로, 검단구청은 가설건축물을 이용하기로 변경했다.

## 관련 협의 조직
시민 협의를 위해 '인천시 행정체제 개편 시민소통 협의체'를 구성해 '중·동구 조정·통합 분과'와  '서구 분할 분과'의 2개 분과와 지원 조직을 구성했다.

## 법적 절차
2023년 5월 16일 인천 서구의회는 '인천광역시 서구 분구(서구 → 서구·검단구) 행정체제 개편(안)에 대한 의견청취의 건'을 통과시켜 경인아라뱃길 이북의 위치한 섬은 법정동대로 대부분 서구에 잔류하는 조건으로 아라뱃길 기준 분구하는 안을 통과시켰다.

## 추가 조정
8월 발표에서 공식적인 장기 검토 대상에 남동구의 분구가 반영되었으며, 2023년 수렴한 서구 조정에 대한 시민 의견중 경인 아라뱃길 이북의 계양구 일부 지역을 검단구에 편입하는 것을 검토해야 한다는 의견이 나왔다. 인천광역시는 신속한 분구를 위해서는 우선 분구를 한 뒤 경계 조정은 그 이후에 논의하는게 맞다는 입장이다.

### 연수구 분구 문제
연수구의 경우 송도동의 비대화 문제가 거론되면서, 송도동을 연수구에서 독립하고 새롭게 출발하려고 계획하였으나, 연수구의 다른 동 거주자들의 반발로 인해 관련 계획이 철회되었기 때문이다. 연수구의 인구는 미추홀구와 거의 비슷하기 때문이다.

### 서구 명칭 변경
방위식 구 명칭을 없애기 위해 잔여 서구의 명칭 변경이 추진중이다.
청라구, 서해구, 정서진구 등이 물망에 올랐는데
광화문 건축물이나 도로원표의 정서쪽은 경인 아라뱃길 이북이나, 정서진을 기념하는 시설들은 아라뱃길 이남에 위치해있다. 인천광역시 행정체제 개편과 함께 서구 명칭 변경이 추진되면서 문제가 되었다. 인천 서구는 경인 아라뱃길 이남만 정서진이라고 할 수 없다며 아라뱃길 이남 기존 서구의 명칭을 정서진이라 변경할 수 없다고 결론 내렸다. 여론조사 결과 청라구와 서해구가 최종 후보에 올랐으며 서해구로 명칭이 확정 되었다.

## 같이 보기
- 영종구
- 서구
- 검단구
- 중구
- 동구
- 제물포구
- 경기북부
- 메가서울(김포시의 서울 편입 문제 등)